# M18A1 «Клеймор»
 M18A1 «Клеймор» (англ. Anti-personnel mine M18A1 Claymore) — противопехотная мина направленного поражения США.
Была разработана в начале 1950-х годов в США. Её приняли на вооружение армии и Корпуса морской пехоты США.
Мина широко применялась во время войны во Вьетнаме для охранения опорных пунктов и постов американских подразделений.

## Внешний вид
Мина представляет собой изогнутую вперёд прямоугольной формы коробку из полистирола армированного стекловолокном. Внутри расположен заряд пластичного взрывчатого вещества Composition 4 (C4) массой 680 грамм. Изнутри коробки по её выгнутой вперёд лицевой стенке уложена пластиковая пластина, в которую влиты 700 стальных шариков (диаметр 5.4 мм. масса 0.68 грамм). К нижней плоскости коробки приклёпаны две пары стальных раздвижных ножек для установки мины на земле. 
На верхней поверхности в центре расположен простейший рамочный визир для нацеливания мины, а слева и справа от него два гнезда для электродетонатора М4, который аналогичен электродетонатору М6 и отличается лишь тем, что имеет провод длиной 30 метров. Гнёзда для электродетонаторов расположены под углом 60 градусов и закрываются винтовыми заглушками-адаптерами.

## Использование
Взрыв производится оператором с пульта управления при появлении противника в секторе поражения или же при задевании солдатом противника обрывного датчика взрывателя. Сама мина собственными взрывателями не комплектуется, но имеет в верхней части два гнезда с резьбой под взрыватель. Мина устанавливается на четырёх ножках на землю или же с помощью входящей в комплект струбцины может крепиться к местным предметам (стены, столбы, деревья).
При взрыве мины поражение наносится готовыми убойными элементами (шрапнель из стальных шариков), вылетающими в направлении противника.
Согласно Полевому Уставу армии США FM 20-32:
- радиус зоны поражения 100 метров и высота зоны поражения до 2 метров[2].
- для своих войск безопасные удаления составляют вперёд 250 метров, в тыльную сторону и в боковые — 100 метров.

Изначально предполагалось, что мина будет использоваться исключительно в качестве управляемой мины и её подрыв должен был производиться с пульта управления оператором в момент, когда солдаты противника окажутся в зоне поражения мины. Для установки мины и определения зоны поражения в верхней части мины имеется прицел. На практике в войсках при боевом применении к этой мине стали приспосабливать взрыватели натяжного или обрывного действия или же, используя второе гнездо, стали использовать как мину двойного действия (управляемую и натяжную (обрывную)).
Согласно Полевому Уставу армии США FM 20-32, мина М18А1 относится к минам специального назначения и предназначена в первую очередь для Сил специального назначения Армии США, известных также под названиями «Зелёные береты» или «Чёрные береты».

## Минимально допустимые расстояния от других мин

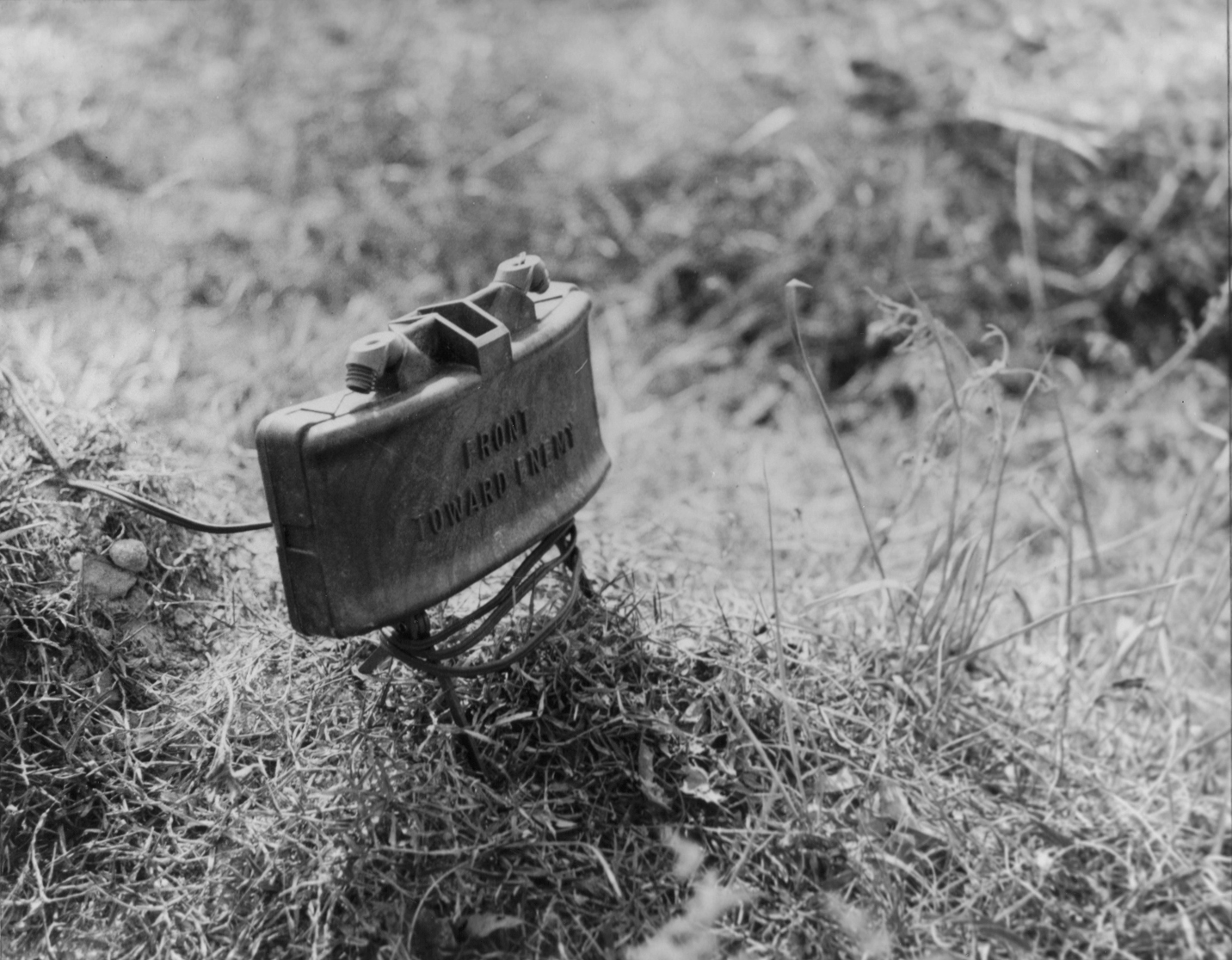
Установленная мина

- 50 метров перед или позади другой мины M18A1;
- 3 метра в боковую сторону до соседней мины М18А1;
- 10 метров от противотанковых мин или осколочных противопехотных;
- 2 метра от фугасных противопехотных мин

## На вооружении
- Чили
- Китай
- Финляндия
- Венгрия
- Италия[3]
- Филиппины[4]
- Польша
- Украина[5][6]
- Саудовская Аравия[7]
- Сербия
- Республика Корея
- Швеция[8]
- Турция
- США